# Ютта Саксонская
Ютта Саксонская (дат. Jutta af Sachsen; около 1223 — не позднее 2 февраля 1267) — королева-консорт Дании, жена Эрика IV. Ютта была дочерью Альбрехта I, герцога Саксонии. Она вышла замуж за короля Эрика в 1239 году и стала младшей королевой, поскольку её муж был тогда младшим королём, хотя в то время и не было старшей королевы. Она стала старшей королевой в 1242 году.

## Жизнь
О королеве Ютте известно немного. Ютта была вовлечена в конфликт с монахами аббатства Ом, у которых она конфисковала зерно из их имений и отправила его себе. Её подпись была также на указаниях относительно похорон её супруга, в которой он выразил желание быть погребённым в одежде монаха. Она была королевой в течение восьми лет и овдовела в 1250 году, когда её мужа убили. Считается, что она вернулась в Саксонию, оставив своих дочерей в Дании. 
Ютта вышла замуж во второй раз и стала первой женой графа Бурхарда VIII Кверфурт-Розенбергского, который был бургграфом Магдебурга (1273—1313).

## Дети
От первого брака с Эриком IV у Ютты было шестеро детей:
- София Датская (1241—1286), супруга короля Швеции Вальдемар I
- Канут (Кнуд) Датский (1242), умер в младенчестве
- Ингеборга Датская (1244—1287), супруга короля Норвегии Магнуса VI
- Ютта Датская (1246—1284), настоятельница монастыря Святой Агнессы в Роскилле
- Кристоф Датский (1247), умер в младенчестве
- Агнесса Датская (1249—1288/95), настоятельница монастыря Святой Агнессы в Роскилле

От второго брака с Бурхардом VIII Кверфурт-Розенбергским у Ютты была одна дочь:
- София Бурхардсдоттер (ум. 1325), супруга Эрика Лангбайна, второго сына Эрика, герцога Шлезвига